# Svedení Joea Tynana
Svedení Joea Tynana (v anglickém originále The Seduction of Joe Tynan) je americký dramatický film z roku 1979. Režisérem filmu je Jerry Schatzberg. Hlavní role ve filmu ztvárnili Alan Alda, Barbara Harris, Meryl Streep, Rip Torn a Melvyn Douglas.

## Ocenění
- LAFCA Award, nejlepší herec ve vedlejší roli, Melvyn Douglas
- LAFCA Award, nejlepší herečka ve vedlejší roli, Meryl Streep
- NBR Award, nejlepší herečka ve vedlejší roli, Meryl Streep
- NSFC Award, nejlepší herečka ve vedlejší roli, Meryl Streep
- NYFCC Award, nejlepší herečka ve vedlejší roli, Meryl Streep
- American Movie Award, nejlepší herec, Alan Alda

## Obsazení
| Alan Alda         | Joe Tynan       |
| Barbara Harris    | Ellie Tynan     |
| Meryl Streep      | Karen Traynor   |
| Rip Torn          | senátor Kittner |
| Melvyn Douglas    | senátor Birney  |
| Charles Kimbrough | Francis         |
| Carrie Nye        | Aldena Kittner  |
| Michael Higgins   | senátor Pardew  |